# Peyrūtābād
Peyrūtābād (persiska: بیروت آباد) är en ort i Iran.   Den ligger i provinsen Västazarbaijan, i den nordvästra delen av landet, 600 km väster om huvudstaden Teheran. Peyrūtābād ligger 1 375 meter över havet och antalet invånare är 209.
Terrängen runt Peyrūtābād är huvudsakligen kuperad, men den allra närmaste omgivningen är platt.Runt Peyrūtābād är det ganska tätbefolkat, med 104 invånare per kvadratkilometer. Närmaste större samhälle är Naqadeh, 19,7 km öster om Peyrūtābād. Trakten runt Peyrūtābād består till största delen av jordbruksmark.